# Hondbóltssamband Føroya
Hondbóltssamband Føroya (dänisch Færøernes håndboldforbund, deutsch Handballverband Färöer; kurz HSF) ist der Dachverband des Handballsports auf den Färöern. Der 1980 gegründete Verband mit Sitz in Tórshavn ist sowohl Mitglied im Ítróttasamband Føroya (kurz ÍSF; Sportverband Färöer) und in der Europäischen Handballföderation (EHF) als auch seit 1980 in der Internationalen Handballföderation (IHF). Verbandspräsident ist Gunn Ellefsen.
Der HSF ist unter anderem Ausrichter des färöischen Handballpokals Coca-Cola Cup (Steypakappingin í føroyskum hondbólti) sowie der Färöischen Handballmeisterschaften für Männer (Atlantic Airways Kappingin) und für Frauen (Elektron deildin). Außerdem ist der Verband Herausgeber des Handballmagazins Tíðarrit Hondbóltur.

## Mitgliedsvereine (A–Z)
| Mitgliedsverein (Feløg)            | Sitz         |
| ---------------------------------- | ------------ |
| EB Eiði Eiðis Bóltfelag (EB)       | Eiði         |
| H71                                | Tórshavn     |
| Kollafjarðar Ítróttarfelag (KÍF)   | Kollafjørður |
| Kyndil                             | Tórshavn     |
| Hondbóltsfelagið Neistin (Neistin) | Tórshavn     |
| Stranda Ítróttarfelag (StÍF)       | Strendur     |
| Stjørnan                           | Klaksvík     |
| SÍF Sandavágur SÍF/Søljan          | Sandavágur   |
| Hondbóltsfelagið Tjaldur (Tjaldur) | Saltangará   |
| Team Klaksvík                      | Klaksvík     |
| VB Vágur Vágs Bóltfelag (VB)       | Vágur        |
| Vestmanna Ítróttarfelag (VÍF)      | Vestmanna    |
| Vípan                              |              |
| ÍA – Ítróttarfelagið Argir (ÍA)    | Argir        |

## Nationalauswahlen
Der Hondbóltssamband Føroya unterhält die Färöische Frauen-Handballnationalmannschaft und die Färöische Männer-Handballnationalmannschaft für Länderspiele.